# サイクリンD
サイクリンD（英: cyclin D）は、細胞周期の進行を調節するサイクリンファミリーのメンバーである。サイクリンDの合成はG1期に開始され、G1期からS期への移行を駆動する。サイクリンDタンパク質は生物種によって、155アミノ酸（カワホトトギスガイ）から477アミノ酸（ショウジョウバエ）とさまざまである。

## 概要
細胞のサイズが一定の大きさに達すると、接合相手が存在しない（酵母の場合）、成長因子と分裂促進因子が存在する（多細胞生物の場合）、または栄養素が存在する（単細胞生物の場合）ときには、細胞は細胞周期に進入する。ヒトでは一般的に細胞周期の全ての段階が時系列順に進行し、その各段階は周期的な発現を行う複数のサイクリン-サイクリン依存性キナーゼ（CDK）複合体によって開始される。サイクリン-CDK複合体の機能は部分的に機能が重複している。CDKはサイクリンと複合体を形成することで活性化される。サイクリンの量は一般的にタンパク質合成とAPC/C依存的経路による分解によって調節されている。
サイクリンDは、重要な機能を持つ主要なサイクリンの1つである。サイクリンDは4種類のCDK、CDK2、CDK4、CDK5、CDK6と相互作用する。増殖している細胞では、サイクリンD-CDK4/6複合体の蓄積が細胞周期の進行に重要な意味を持つ。サイクリンD-CDK4/6複合体はRbタンパク質を部分的にリン酸化して阻害することで、S期の進行に重要ないくつかの遺伝子（サイクリンEなど）の発現を誘導する。
ショウジョウバエや他の多くの生物は1種類のサイクリンDしか持っていない。マウスとヒトでは、3つのサイクリンDタンパク質が同定されている。サイクリンD1、サイクリンD2、サイクリンD3と呼ばれる3つのホモログは増殖中の細胞の大部分で発現しているが、それらの相対的発現量は細胞種によって異なる。

## ホモログ
サイクリンDは、酵母とウイルスに存在するホモログが最もよく研究されている。
サイクリンDの酵母ホモログCln3は、G1期にCdc28（CDK1のホモログ）と相互作用する。
リスザルヘルペスウイルス（Herpesvirus saimiri）2型やヒトヘルペスウイルス8型（カポジ肉腫関連ヘルペスウイルス）に存在するサイクリンDホモログは、ウイルスの利益となるように宿主の代謝を操作する、新たな機能を獲得している。ウイルス性のサイクリンDはヒトのCDK6に結合し、Rbをリン酸化によって阻害し、G1期の通過を促進する遺伝子の転写を誘導する。ウイルス性サイクリンD-CDK6複合体はRbの他に、サイクリンEとサイクリンAに結合するCDKの阻害因子であるp27Kipを標的とする。加えて、ヒトの細胞でCDK4を阻害してサイクリンDとの活性型複合体の形成を防ぐp21CIP1/WAF1やp16INK4aなどのCDK阻害因子に対し、ウイルス性サイクリンD-CDK6複合体は抵抗性を有する。

## 機能

### ヒトのサイクリンD
成長因子はRas/Raf/ERKを刺激してサイクリンDの産生を誘導する。この経路メンバーの1つであるMAPKは、転写因子Mycの転写を活性化する。Mycは細胞周期に重要な遺伝子の転写を変化させるが、その標的の中にはサイクリンDも含まれている。このように、サイクリンDは成長因子が存在する限り合成され続ける。
増殖している細胞では、サイクリンDのレベルは成長因子が存在する限り維持される。サイクリンDはCDK4または6と複合体を形成していない限り、G1期からS期への移行に影響を与えない。
サイクリンD-CDK4/6の最も良く知られた基質はRbタンパク質である。Rbは細胞周期の進行、特にG1期からS期への移行を担う重要な調節因子である。
リン酸化されていない状態のRbは、細胞周期の進行に重要ないくつかの遺伝子（サイクリンEなど）の発現制御を行うE2Fファミリーの転写因子に結合する。Rbはリプレッサーとして機能し、E2Fと複合体を形成することでE2Fによる遺伝子発現の誘導を防ぎ、細胞がG1期を通過するのを防ぐ。活性型のサイクリンD-CDK4/6複合体はRbを部分的にリン酸化してE2Fへの結合を低下させることで、E2Fを介してサイクリンE遺伝子の転写を活性化し、細胞をS期へ進行させる。その後、サイクリンE-CDK2複合体がRbを完全にリン酸化し、Rbの完全な不活性化を行う。

## 調節

### ヒトでの調節
サイクリンDは分裂促進因子の受容体の下流経路であるRas/MAPK経路、β-カテニン-TCF/LEF経路、PI3キナーゼ によって調節される。MAPキナーゼであるERKは下流の転写因子Myc、AP-1、Fos を活性化し、これらがCDK4、CDK6、サイクリンDの遺伝子の転写を活性化し、リボソームの生合成を増加させる。RhoファミリーのGTPアーゼ、インテグリン結合キナーゼ、FAKは、インテグリンに応答してサイクリンD遺伝子を活性化する。
p27Kip1とp21Cip1は、CDKを負に調節するサイクリン依存性キナーゼ阻害因子（CKI）である。しかしながら、これらはサイクリンD-CDK4/6複合体の促進因子でもある。p27Kip1とp21Cip1がなければ、サイクリンDのレベルは低下し、複合体は検出されなくなる。
真核生物では、翻訳開始因子eIF4Eの過剰発現はサイクリンDのタンパク質レベルを増加させ、核外のサイクリンDのmRNAの量を増加させる。これはeIF4EがサイクリンDのｍRNAの核外への搬出を促進するためである。
サイクリンDの不活性化または分解による阻害は、細胞周期からの脱出と分化をもたらす。サイクリンDの不活性化は、INK4ファミリー（p15INK4b、p16INK4a、p18INK4c、p19INK4dなど）のようなCKIによって開始される。INK4タンパク質は、RasやMycなどの過剰発現による細胞増殖ストレスに応答して活性化される。INK4はサイクリンD依存的CDKに結合し、複合体全体を不活性化する。また、GSK3βはサイクリンDタンパク質のスレオニン286番残基をリン酸化して阻害し、分解を誘導する。GSK3βはリン酸化によってPI3キナーゼ経路による負の調節を受けるが、これは成長因子がサイクリンDを調節する経路の1つである。このように、細胞内のサイクリンDの量は、転写誘導、タンパク質の安定化、核移行、CDK4とCDK6との結合などさまざまな調節を受けている。
光線力学療法によるp21CIP1/WAF1の誘導によって、サイクリンD（特にサイクリンD1、2）が阻害されることが示されている。サイクリンDの阻害によって、CDK2とCDK6の阻害も誘導される。これらすべての過程の結果、細胞周期はG0/G1期で停止する。
DNA損傷は2通りの方法でCDKに影響を与える。DNA損傷後、サイクリンD（サイクリンD1）はプロテアソームによって迅速に一過的な分解が行われる。分解によってCDK4との複合体からp21Cip1が放出されることで、p53非依存的なCDK2の不活性化が行われる。もう1つの方法はp53依存的なp21Cip1の誘導によってサイクリンE-CDK2複合体を阻害するものである。健康な細胞では野生型のp53はプロテアソームによってすぐに分解されるが、DNA損傷時には安定化されて蓄積する。

### 酵母での調節
酵母では、全てのサイクリンは同一サブユニットCdc28に結合する。酵母のサイクリンは、遺伝子発現、Far1などのCKIによる阻害、ユビキチンを介したタンパク質分解によって制御されている。

## がんにおける役割
ヒトのがんの多くが細胞周期調節や成長因子依存的経路の異常によって生じるとすると、サイクリンDは細胞周期の制御や成長因子シグナル伝達に関与するため、がん遺伝子である可能性がある。正常な細胞ではサイクリンDの過剰産生はG1期のみを短縮する。サイクリンDの成長因子シグナル伝達における重要性を考えると、がん細胞で成長の調節が行われない原因はサイクリンDの調節の欠陥によるものである可能性がある。制御を受けないサイクリンD産生は、形成されるサイクリンD-CDK4複合体の量に影響を与える。サイクリンD-CDK4複合体は、成長因子が存在しない場合でも、G0/S期のチェックポイントの通過を駆動する。
サイクリンD1の腫瘍形成における必要性は、アンチセンス法 や遺伝子欠失 によるサイクリンD1の不活性化によってin vivoで胸部や消化管の腫瘍の成長が低下することから示されている。サイクリンD1の過剰発現は、乳房での腫瘍形成の誘導に十分であり、細胞増殖の誘導、細胞生存の増大、染色体不安定性の誘導、オートファジーの抑制の原因となるほか、その他の細胞周期調節以外の非典型的な機能が報告されている。
サイクリンDの過剰発現は、遺伝子の増幅や、Src、Ras、ErbB2、STAT3、STAT5 などの成長因子やがん遺伝子による発現、タンパク質分解の異常、染色体転座などによって誘導される。遺伝子増幅は膀胱がん、食道がんなどでのサイクリンDの過剰産生の原因である。
肉腫、大腸がん、悪性黒色腫の場合、サイクリンDの過剰産生はみられるものの、サイクリンDをコードする染色体領域の増幅はみられない。副甲状腺腺腫の場合、サイクリンDの過剰産生は染色体転座によって引き起こされ、サイクリンD1が不適切なプロモーターの影響下に置かれることで過剰発現が引き起こされている。この腺腫では、サイクリンD1遺伝子は副甲状腺ホルモンの遺伝子へ転座しており、異常なレベルのサイクリンDが産生されている。同様の機構によるサイクリンDの過剰発現は、マントル細胞リンパ腫などB細胞の腫瘍の一部でもみられる。同様に、サイクリンDの遺伝子の転座による過剰発現がヒトの乳がんでみられる。
さらに、がんの発生はサイクリンD-CDK4/6複合体の重要な基質の1つであるRbタンパク質の変異によっても促進される。ヒトの腫瘍ではRbタンパク質の変異は高頻度で生じている。活性型Rbは細胞周期の進行を担う遺伝子の転写を防ぐことで、G1期のチェックポイントの通過を防ぐ。サイクリンD-CDK4複合体はRbをリン酸化して不活性化することでチェックポイントを通過させるが、がん細胞ではRbの異常な不活性化によって細胞周期の進行の重要な調節機構が失われている。Rbに変異が生じていても、サイクリンDとp16INK4のレベルは正常である。
p16INK4は、G1期のR点の通過に際して重要なCDK阻害因子である。p16INK4の機能はサイクリンD-CDK4複合体の不活性化である。そのため、p16INK4をコードする遺伝子の転写の阻害はサイクリンD-CDK4の活性を増大させ、Rbの異常な不活性化をもたらす。成長因子シグナル伝達においてp16INK4 - サイクリンD-CDK4/6 - Rb経路は重要であり、いずれの因子の変異もがんの発生の原因となりうる。

## 変異体の表現型
サイクリンの変異体解析からは、サイクリンが細胞周期への進入を正に調節する因子であることが示唆されている。酵母では、3種類のG1期のサイクリンのいずれかの発現によって細胞周期の進行が開始される。細胞周期の進行は細胞のサイズとも関係しているため、サイクリンDやそのホモログの変異体では細胞周期の開始が遅れる結果、細胞分裂時の細胞の大きさは正常なサイズよりも大きなものとなる。
p27Kip-/-のノックアウトマウスでは、サイクリンDが阻害されなくなるため過剰産生される。一方、p27Kip-/-とサイクリンD1-/-のダブルノックアウトマウスでは正常な発生が行われる。